# Мињете
Мињете је насеље у Италији у округу Лоди, региону Ломбардија.
Према процени из 2011. у насељу је живело 501 становника. Насеље се налази на надморској висини од 94 м.